# Weingut Geiger & Söhne
Das Weingut Geiger & Söhne e.K. ist der älteste schriftlich erwähnte Weinhandels- und Weinbaubetrieb in Thüngersheim im unterfränkischen Landkreis Würzburg.

## Geschichte
Das „Weingut Geiger“ wurde 1850 gegründet. Seine Weinberge liegen in den Lagen „Johannisberg“ und „Scharlachberg“.

## Prämierungen
Die Weine wurden vielfach ausgezeichnet. Für die beste Gesamtleistung in der Bundesweinprämierung 2012 wurde das Weingut Geiger & Söhne „Winzer des Jahres 2012“. Es erhielt den Bundesehrenpreis in Gold des Bundesministeriums für Ernährung, Landwirtschaft und Verbraucherschutz.